# Diocle (medico)
Diocle di Caristo (greco antico Διοκλῆς ὁ Καρύστιος; Karystos, c 375 a.C. – 295 a.C.) è stato un medico greco antico, vissuto nel IV secolo a.C..
Nacque a Karystos in Eubea e visse non molto tempo dopo di Ippocrate, al quale lo accosta Plinio per età e fama.
Non si conosce molto della sua vita, tranne che visse e lavorò ad Atene, dove scrisse quello che può essere considerato il primo trattato medico in dialetto attico (non in dialetto ionico, lingua utilizzata nei precedenti scritti medici greci).
I suoi contributi più importanti riguardarono la medicina pratica, in particolare la dieta, ma scrisse anche il primo libro di testo sull'anatomia animale. Diocle apparteneva alla scuola medica dogmatica, e ha scritto numerose opere mediche, delle quali rimangono solamente i titoli e alcuni frammenti, conservati da Galeno, Celio Aureliano, Oribasio, Ateneo (nei Deipnosophistae, dove è anche citato un suo Manuale di cucina), e da altri antichi scrittori.
Al suo nome è associata anche una lettera indirizzata al re Antigono, dal titolo Una lettera per preservare la salute (Ἐπιστολή Προφυλακτική), inserita da Paolo di Egina alla fine del primo libro del suo compendio medico, e che, se autentica, è stata verosimilmilmente indirizzata ad Antigono II Gonata, re di Macedonia, che morì nel 239 a.C., all'età di ottant'anni, dopo un regno di quarantaquattro anni.